# Los Angeles Chargers 2022
La stagione 2022 dei Los Angeles Chargers è stata la 53ª della franchigia nella National Football League, la 63ª complessiva e la seconda con Brandon Staley come capo-allenatore.
Con un record finale di 9-8, Chargers riuscirono a qualificarsi ai playoff per la prima volta dalla stagione 2018. Uscirono nel Wild Card round dei play-off, sconfitti dai Jacksonville Jaguars 31-30, facendosi recuperare un vantaggio di 27 punti accumulato nei primi due quarti di gioco, la terza maggiore rimonta nei play-off e la quinta in assoluto della storia NFL.

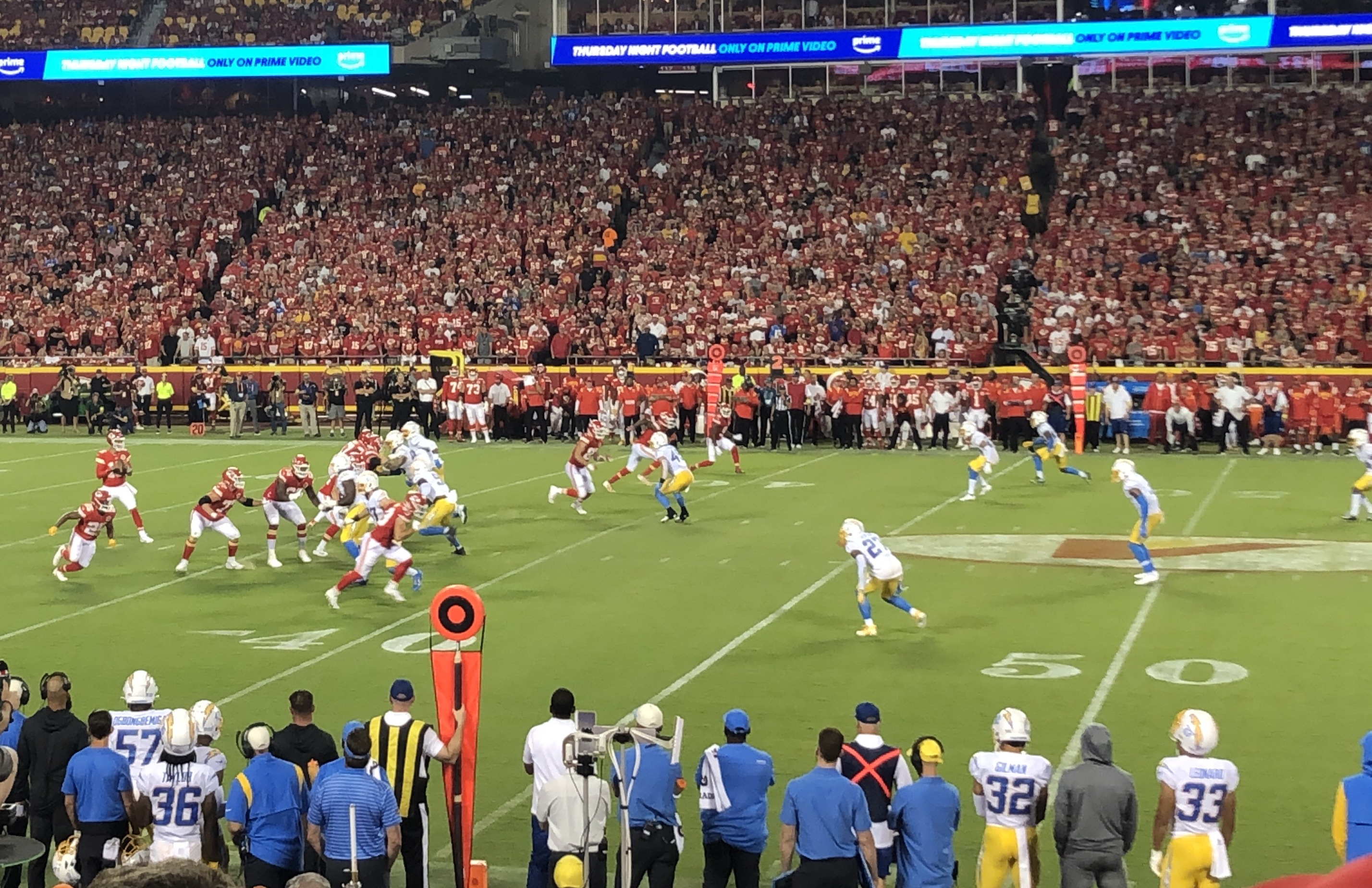
La partita della settimana 2 contro i Kansas City Chiefs

## Scelte nel Draft 2022
| Scelte dei Chargers nel Draft 2022 |        |                               |                               |                               |                               |
| Giro                               | Scelta | Giocatore                     | Ruolo                         | College                       | Note                          |
| 1                                  | 17     | Zion Johnson                  | G                             | Boston College                |                               |
| 2                                  | 48     | Scambiata con i Chicago Bears | Scambiata con i Chicago Bears | Scambiata con i Chicago Bears | Scambiata con i Chicago Bears |
| 3                                  | 79     | J.T. Woods                    | S                             | Baylor                        |                               |
| 4                                  | 123    | Isaiah Spiller                | RB                            | Texas A&M                     |                               |
| 5                                  | 160    | Otito Ogbonnia                | DT                            | UCLA                          |                               |
| 6                                  | 195    | Jamaree Salyer                | G                             | Georgia                       |                               |
| 6                                  | 214    | Ja'Sir Taylor                 | CB                            | Wake Forest                   | Scelta compensatoria          |
| 7                                  | 236    | Deane Leonard                 | CB                            | Ole Miss                      |                               |
| 7                                  | 254    | Scambiate con i Chicago Bears | Scambiate con i Chicago Bears | Scambiate con i Chicago Bears | Scambiate con i Chicago Bears |
| 7                                  | 255    | Scambiate con i Chicago Bears | Scambiate con i Chicago Bears | Scambiate con i Chicago Bears | Scambiate con i Chicago Bears |
| 7                                  | 260    | Zander Horvath                | FB                            | Purdue                        | Scelta compensatoria          |

## Staff
| Staff dei Los Angeles Chargers nel 2022 |
| --- |
| Organi dirigenziali - Chairman/Proprietario/presidente – Dean Spanos - Vice chairman – Michael Spanos - Vice presidente esecutivo/COO/CFO – Jeanne Bonk - Amministratore delegato – A.G. Spanos - General manager – Tom Telesco - Presidente delle operazioni del football – John Spanos - Vice presidente esecutivo dell'amministrazione del football – Ed McGuire - Direttore degli osservatori dei professionisti – Dennis Abraham - Senior director of pro personnel – Louis Clark - Direttore del personale professionistico – JoJo Wooden - Direttore degli osservatori del college – Kevin Kelly Capo allenatore - Brandon Staley Altri allenatori - Direttore delle prestazioni sportive – Anthony Lomando - Preparatore atletico – Jonathan Brooks - Assistente p.a. – Lucius Jordan Allenatori dell'attacco - Coordinatore offensivo – Joe Lombardi - Gioco sui passaggi/quarterback – Shane Day - Running back – Derrick Foster - Wide receiver – Chris Beatty - Tight end – Kevin Koger - Offensive line – Brendan Nugent - Assistente offensive line – Shaun Sarrett - Specialista gioco sui passaggi – Tom Arth - Assistente attacco – Mike Hiestand - Controllo qualità attacco – Chandler Whitmer Allenatori della difesa - Coordinatore difensivo – Renaldo Hill - Defensive line – Giff Smith - Linebacker – Michael Wilhoite - Gioco sulle corse/outside linebacker – Jay Rodgers - Secondary – Derrick Ansley - Assistente secondary – Tom Donatell - Assistente difesa – John Timu - Controllo qualità difesa – Isaac Shewmaker Allenatori dello special team - Coordinatore special team – Ryan Ficken - Assistente special team – Chris Gould |

## Roster
| Roster dei Los Angeles Chargers nel 2022 |
| --- |
| Quarterback - 4 Chase Daniel - 10 Justin Herbert - 2 Easton Stick Running Back - 30 Austin Ekeler - 45 Zander Horvath FB - 25 Joshua Kelley - 20 Sony Michel - 28 Isaiah Spiller Wide Receiver - 13 Keenan Allen - 82 DeAndre Carter - 15 Jalen Guyton - 5 Josh Palmer - 81 Mike Williams Tight End - 7 Gerald Everett - 88 Tre' McKitty - 89 Donald Parham Offensive Linemen - 76 Will Clapp C - 71 Matt Feiler G - 64 Brenden Jaimes G - 77 Zion Johnson G - 63 Corey Linsley C - 74 Storm Norton T - 79 Trey Pipkins T - 68 Jamaree Salyer G - 70 Rashawn Slater T Defensive Linemen - 96 Breiden Fehoko DE - 56 Morgan Fox DE - 98 Austin Johnson NT - 69 Sebastian Joseph-Day NT - 93 Otito Ogbonnia NT - 99 Jerry Tillery DE Linebacker - 97 Joey Bosa OLB - 52 Khalil Mack OLB - 9 Kenneth Murray ILB - 31 Nick Niemann ILB - 57 Amen Ogbongbemiga ILB - 42 Troy Reeder ILB - 94 Chris Rumph II OLB - 49 Drue Tranquill ILB - 8 Kyle Van Noy ILB Defensive Back - 24 Nasir Adderley FS - 23 Bryce Callahan CB - 43 Michael Davis CB - 32 Alohi Gilman SS - 27 J.C. Jackson CB - 3 Derwin James SS - 33 Deane Leonard CB - 26 Asante Samuel Jr. CB - 36 Ja'Sir Taylor CB - 22 J.T. Woods FS Special Team - 47 Josh Harris LS - 6 Dustin Hopkins K - 16 J.K. Scott P Lista delle riserve - 20 Tevaughn Campbell CB (IR) - 53 Damon Lloyd ILB (IR) - 91 Forrest Merrill NT (IR) - 48 Stone Smartt TE (NF-Inj.) - 41 Sage Surratt TE (IR) - 62 Andrew Trainer T (IR) - 60 Isaac Weaver C (IR) Squadra di allenamento - 78 Zack Bailey T - 83 Michael Bandy WR - 95 Christian Covington DE - 92 Joe Gaziano DE - 37 Kemon Hall DB - 39 Michael Jacquet CB - 87 Hunter Kampmoyer TE - 54 Carlo Kemp OLB - 41 Raheem Layne SS - 58 Tyreek Maddox-Williams OLB - 11 Jason Moore WR - 12 Joe Reed WR - 34 Larry Rountree III RB - 73 Foster Sarell T - 29 Mark Webb FS 53 attivi, 7 inattivi, 15 nella squadra di allenamento |
| Legenda - I rookie sono in corsivo. - Il primo ruolo è il principale mentre gli eventuali successivi indicano i ruoli secondari. - (IR) sta per Injured Reserve ed indica la lista ristretta per un solo giocatore infortunato che può tornare ad allenarsi dopo la settimana 6 e a rientrare in prima squadra dopo che questa ha giocato 8 partite. - (NF-Inj.) / (NF-Ill.) stanno rispettivamente per Non-Football Injured e Non-Football Illness ed indicano le liste dove viene inserito un giocatore che ha un infortunio o una malattia non dipendente dal football americano. - (PUP) sta per Physically Unable to Perform ed indica la lista dove viene inserito un giocatore mentre è in attesa di recuperare la condizione fisica. Nella stagione regolare dopo la sesta partita giocata dalla propria squadra, il giocatore ha tempo tre settimane per riprendere ad allenarsi, più tre settimane aggiuntive dal suo rientro agli allenamenti per rientrare in prima squadra. |

## Precampionato
Il 12 maggio 2022 sono state annunciate le partite dei Chargers nel precampionato.
| Precampionato |                |                      |           |        |                   |         |
| Turno         | Data           | Avversario           | Risultato | Record | Stadio            | Sintesi |
| 1             | 13 agosto 2022 | Los Angeles Rams     | S 22-29   | 0-1    | SoFi Stadium      | Sintesi |
| 2             | 20 agosto 2022 | Dallas Cowboys       | S 18-32   | 0-2    | SoFi Stadium      | Sintesi |
| 3             | 27 agosto 2022 | @ New Orleans Saints | S 10-27   | 0-3    | Caesars Superdome | Sintesi |

## Stagione regolare

### Calendario
Il calendario della stagione regolare è stato annunciato il 12 maggio 2022. Il gruppo degli avversari, stabiliti sulla base delle rotazioni previste dalla NFL per gli accoppiamenti tra le division nonché dai piazzamenti ottenuti nella stagione precedente, fu giudicato come il 10º più duro da affrontare tra tutti quelli della stagione 2022.
| Stagione regolare |                   |                           |               |        |                            |         |
| Turno             | Data              | Avversario                | Risultato     | Record | Stadio                     | Sintesi |
| 1                 | 11 settembre 2022 | Las Vegas Raiders         | V 24-19       | 1-0    | SoFi Stadium               | Sintesi |
| 2                 | 15 settembre 2022 | @ Kansas City Chiefs (T)  | S 24-27       | 1-1    | Arrowhead Stadium          | Sintesi |
| 3                 | 25 settembre 2022 | Jacksonville Jaguars      | S 10-38       | 1-2    | SoFi Stadium               | Sintesi |
| 4                 | 2 ottobre 2022    | @ Houston Texans          | V 34-24       | 2-2    | NRG Stadium                | Sintesi |
| 5                 | 9 ottobre 2022    | @ Clevaland Browns        | V 30-28       | 3-2    | FirstEnergy Stadium        | Sintesi |
| 6                 | 17 ottobre 2022   | Denver Broncos            | V 19-16 (DTS) | 4-2    | SoFi Stadium               | Sintesi |
| 7                 | 23 ottobre 2022   | Seattle Seahawks          | S 23-37       | 4-3    | SoFi Stadium               | Sintesi |
| 8                 | Riposo            | Riposo                    | Riposo        | Riposo | Riposo                     | Riposo  |
| 9                 | 6 novembre 2022   | @ Atlanta Falcons         | V 20-17       | 5-3    | Mercedes-Benz Stadium      | Sintesi |
| 10                | 13 novembre 2022  | @ San Francisco 49ers (S) | S 16-22       | 5-4    | Levi's Stadium             | Sintesi |
| 11                | 20 novembre 2022  | Kansas City Chiefs (S)    | S 27-30       | 5-5    | SoFi Stadium               | Sintesi |
| 12                | 27 novembre 2022  | @ Arizona Cardinals       | V 25-24       | 6-5    | State Farm Stadium         | Sintesi |
| 13                | 4 dicembre 2022   | @ Las Vegas Raiders       | S 20-27       | 6-6    | Allegiant Stadium          | Sintesi |
| 14                | 11 dicembre 2022  | Miami Dolphins            | V 23-17       | 7-6    | SoFi Stadium               | Sintesi |
| 15                | 18 dicembre 2022  | Tennessee Titans          | V 17-14       | 8-6    | SoFi Stadium               | Sintesi |
| 16                | 26 dicembre 2022  | @ Indianapolis Colts (M)  | V 20-3        | 9-6    | Lucas Oil Stadium          | Sintesi |
| 17                | 1º gennaio 2023   | Los Angeles Rams          | V 31-10       | 10-6   | SoFi Stadium               | Sintesi |
| 18                | 8 gennaio 2023    | @ Denver Broncos          | S 28-31       | 10-7   | Empower Field at Mile High | Sintesi |

Note:
- Gli avversari della propria division sono in grassetto.
- Il simbolo "@" indica una partita giocata in trasferta.
- (M) indica il Monday Night Football, (T) il Thursday Night Football e (S) il Sunday Night Football.

## Play-off
Al termine della stagione regolare i Chargers arrivarono secondi nella AFC West con un record di 10 vittorie e 7 sconfitte, qualificandosi ai play-off con il seed 5.
| Play-off  |                 |                            |           |        |                 |         |
| Turno     | Data            | Avversario (seed)          | Risultato | Record | Stadio          | Sintesi |
| Wild Card | 14 gennaio 2023 | @ Jacksonville Jaguars (4) | S 30-31   | 0-1    | TIAA Bank Field | Sintesi |

## Premi

### Premi settimanali e mensili
- Dustin Hopkins:

giocatore degli special team della AFC della settimana 6
- Cameron Dicker:

giocatore degli special team della AFC della settimana 9
giocatore degli special team della AFC del mese di dicembre e gennaio
- LK Scott:

giocatore degli special team della AFC della settimana 12
- Derwin James:

difensore della AFC del mese di novembre
- Austin Ekeler:

giocatore offensivo della AFC della settimana 17